# فرابنفش (مجموعه تلویزیونی ۲۰۱۷)
فرابنفش (انگلیسی: Ultraviolet) یک مجموعهٔ تلویزیونی لهستانی است که در سال ۲۰۱۷ منتشر شد.
داستان سریال دربارهٔ زنی سی ساله به نام «اُلا سرافین» (با بازی مارتا نیرداکیویچ) است که باید به زادگاهش ووچ برگردد. یک شب پس از مشاهده یک حادثه مشکوک، او تصمیم می‌گیرد به گروهی از کارآگاهان آماتور آنلاین بپیوندد که روی پرونده‌های حل‌نشده کار می‌کنند.

## گزیدهٔ بازیگران
- مارتا نیرداکیویچ
- سباستیان فابیانسکی
- ماگدالنا چروینسکا
- بارتوئومیئی توپا
- کارولینا گورچیتسا
- میخاو ژورافسکی
- کارولینا خاپکو
- وویچیخ کالاروس
- پائولینا خاپکو
- آگاتا کولشا
- پیوتر استراموفسکی
- مارتا کلوبوویچ
- ماگدالنا بروس
- آنا درشوفسکا
- الکساندرا پیسولا
- آدام بوبیک
- بارتوش گلنر
- بوگوسواوا پاولتس
- اوتار سارالیدزه
- کاتاژینا هرمان
- گژگوش وُنس
- ورونیکا روساتی
- ماریوش یاکوس
- ایرنئوش چوپ
- مارچین بوساک
- ماتئوش دامینتسکی
- وویچیخ متسفالدوفسکی
- الکساندرا یوستا
- گژگوش ماوِتسکی
- دوبرومیر دیمتسکی
- مارک کالیتا
- یان مونچکا
- آدام تورچیک